# Ludwig Wilhelm Zelking
Ludwig Wilhelm von Zelking (* 1606; † 10. April 1634 Zelking) war Kämmerer von Ferdinand II.
Ludwig Wilhelm war der einzige Sohn von Christoph Wilhelm von Zelking (1575–1631), der 1629 zwangsweise die Herrschaften Weinberg und Leonstein verkaufen musste. Ludwig Wilhelm heiratete 1631 die Schwester seiner zweiten Schwiegermutter, die junge Maximiliana von Zinzendorf und Pottendorf. Ludwig starb jedoch bereits 28-jährig ohne männliche Nachkommen und wurde in der Pfarrkirche von Zelking neben seinem Vater beigesetzt. Ludwig war der letzte Zelkinger, mit ihm erlosch 1634 dieses Geschlecht. Auch wenn seine Schwester Susanna Regina noch bis 1644 auf Schloss Zelking wohnte, so begann damit auch der Verfall des Schlosses.